# Ольга Романівна
Ольга Романівна (*? - †після 1289) — дочка князя Романа Старого — князя Чернігова і Брянська, з 1264 року — дружина Волинського князя Володимира Васильковича.

## Біографія

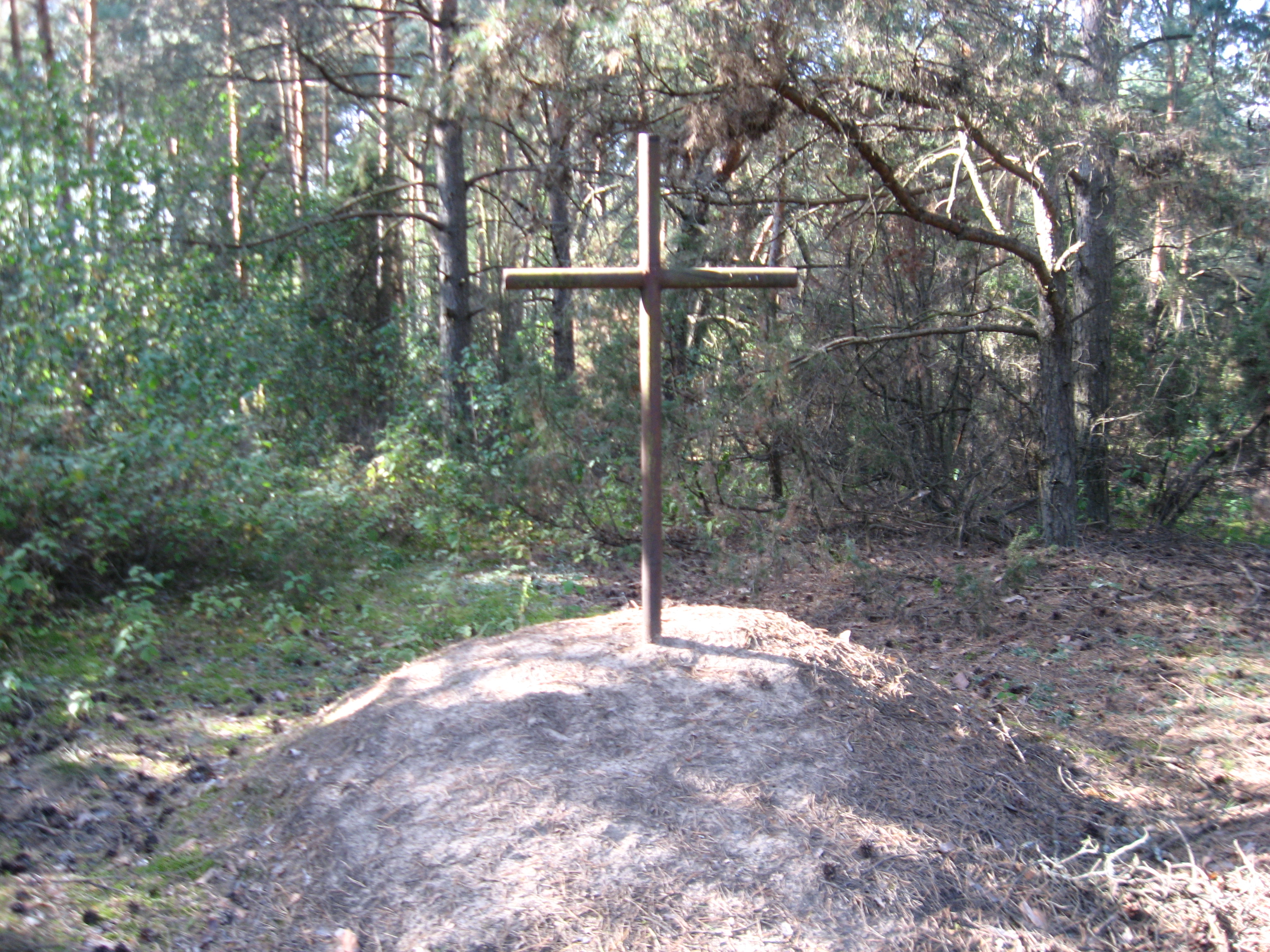
Хрест на Княжій Горі

Княгиня Ольга Романівна відома за заповітом чоловіка Володимира Васильковича.
В 1287 році галицько-волинські князі пішли на Польщу. Володимиро-волинський князь Володимир Василькович, важко хворий, послав замість себе воєводу, а сам залишився в  Кам'янці. Не маючи потомства, Володимир заповів «землю свою всю і міста» Луцькому князю Мстиславу Даниловичу. Збережені, ймовірно, не цілком, в літописному тексті, дві грамоти Володимира є найдавнішим зразком княжих духовних. Окремо була написана грамота, в якій дружині Володимира Ользі Романівні був заповіданий місто Кобрин і село Городель (Городець). Крім того, у грамоті князь записав: «… а княгиня моя оже восхочет в черничь поити поидеть. Аже не восхочет ити, а како ей любо мне не воставши смотрети, что, кто маеть чинить по моем животе». До того ж князь змусив наступника цілувати хрест, що він не віддасть прийомну дочку Ізяславу проти її волі заміж, а тільки так, як захоче Ольга.
10 грудня 1288 року Володимир Василькович помер. Ольга Романівна на похороні чоловіка була з Ізяславою і з сестрою свого чоловіка черницею Оленою. Останній раз в Іпатіївському літописі згадується Ольга в березні 1289 року.
За легендою її могила знаходиться в урочищі Княжа гора біля села Ляхчиці.
Деякі дослідники, спираючись на особливості написання частини Іпатіївському літописі, яка отримала назву "Повісті про Володимира Васильковича", вважають її автором Ольгу Романівну. У цій частині літопису присутній і надмірність власних почуттів в описі  Володимира Васильковича, найближча пряма аналогія якої панегірик князю Васильку Ростовському, створений рідною тіткою Ольги Романівни. Опис ситуацій, в яких були лише Князь  Володимир Василькович і княгиня Ольга Романівна, а також докладний опис як весілля князя  Володимира Васильковича, так само і його похорону.
Можливим підтвердженням переїзду Ольги Романівни в Кобрин може являтся, що останні рядки літопису писалися як би за межами Володимира-Волинського. Записи про смерть Пінського і Степанського князів звучать як донесені здалеку вести, а потрапити в кодекс княгині Ольги вони змогли саме тому, що Степанська і Пінське князівства розташовані недалеко від Кобрина.

Ольга Романівна - героїня роману Марії Лавренюк та Сергія Синюка "Сльоза Сирина" (Тернопіль: Навчальна книга - Богдан, 2021) 